# Barbare
Pour les articles homonymes, voir Barbare (homonymie).

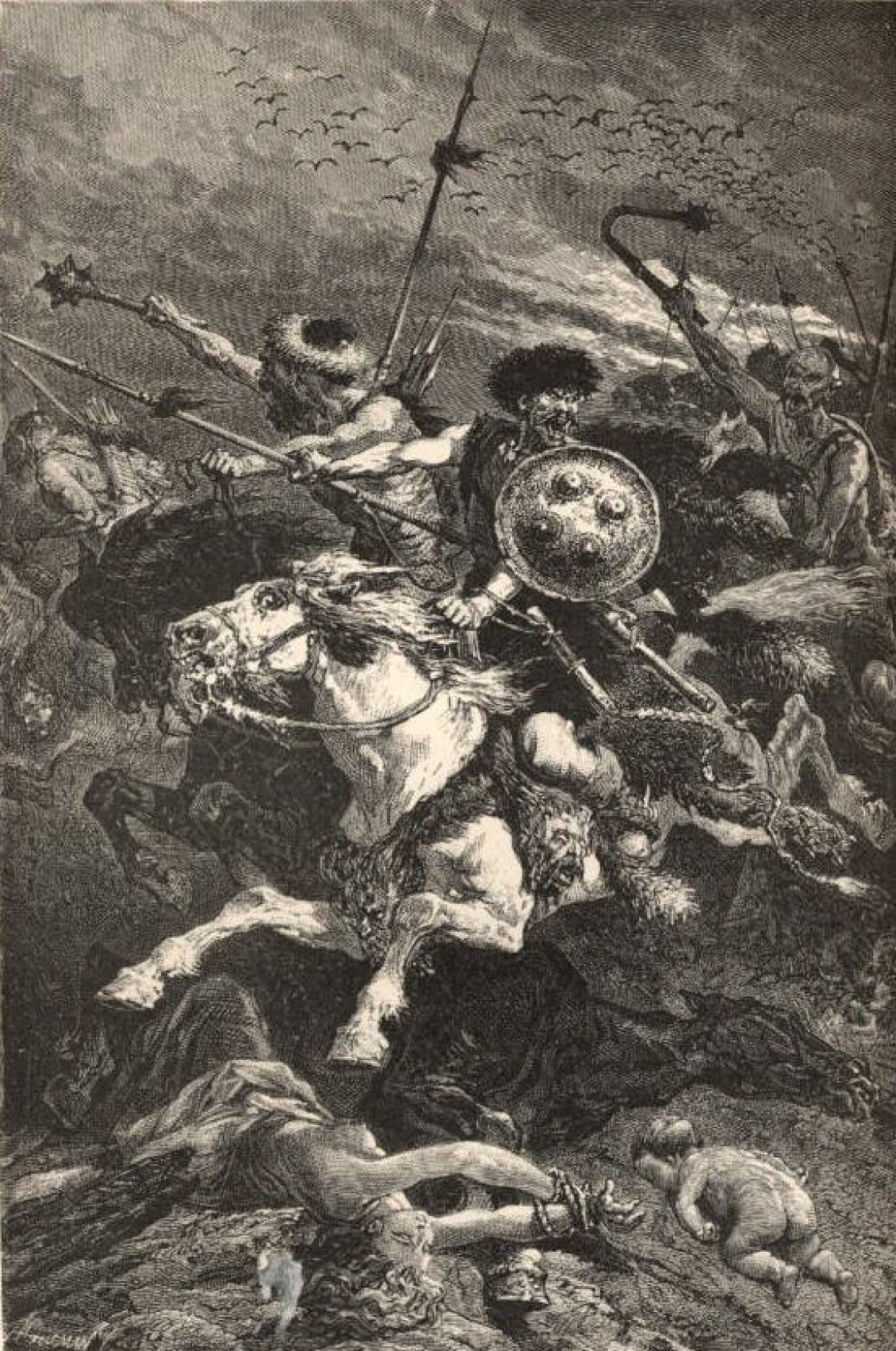
Les Huns à la bataille de Chalons ; illustration de Neuville pour L’Histoire de France depuis les temps les plus reculés jusqu’en 1789 de Guizot, vol. I, 135.

Le mot barbare a en français plusieurs significations. Au fil de l’histoire, le terme a revêtu différentes acceptions :
- selon Hérodote : « Les Égyptiens appellent barbares tous ceux qui ne parlaient pas leur langue. »
- durant l'Antiquité :
– les peuples non gréco-romains,
– un membre des peuples migrateurs qui, sporadiquement depuis le IIIe siècle av. J.-C. (expansion celtique) jusqu’au XIIIe siècle (invasions mongoles/tatares), mais avec un pic du IVe siècle au VIIe siècle (période dite des « Invasions barbares »), ont cherché, venant d'outre-Rhin et d'outre-Danube ou d’Asie, les ressources et les terres dont ils ne disposaient plus dans leurs régions d’origine, soit pour des raisons climatiques et environnementales, soit en raison de leur croissance démographique, soit pour en avoir été évincés par d’autres peuples, soit par l'appât du gain ;
- durant l’expansion coloniale de l’Europe, le terme « barbare » a servi, avec d’autres mots tels que « sauvage » ou « primitif », à désigner les indigènes — les opposant par là au « civilisé », à l'Européen —, et à justifier ainsi la « mission civilisatrice ;
- une époque, région, population, tradition, pratique, idée ou idéologie dont les coutumes, concepts ou préceptes légitiment ou semblent justifier, aux yeux de la personne qui en parle, des violences, la coercition, le pillage, l’aliénation, des injustices ou des crimes de masse ;
- une personne réputée brutale, violente, destructrice, et le comportement, le langage, les mœurs de cette personne (lorsque les destructions sont physiques, on parle aussi de « vandalisme » par référence au peuple des Vandales).

## Étymologie
À l’origine, le terme « barbare », emprunté en français en 1308 au latin barbarus, lui-même issu du grec ancien βάρβαρος / bárbaros  (« étranger »), était utilisé par les anciens Grecs pour désigner les peuples n’appartenant pas à leur civilisation (définie par la langue et la religion helléniques), et dont ils ne parvenaient pas à comprendre la langue. Barbare signifiait alors « non grec » : toute personne dont le langage ressemblait, pour les Grecs, à un charabia « bar-bar » (équivalent de « bla-bla-bla »).
Le terme « barbare » a ensuite été utilisé par les Romains pour nommer les peuples qui se trouvent à l’extérieur du limes, dans le « Barbaricum », la « terre des Barbares », c'est-à-dire hors de leur autorité : l'« Imperium ». Pour les Grecs comme pour les Romains, tout « barbare » peut, en adoptant leur langue, leurs dieux et leurs mœurs, devenir Grec ou Romain, et ce fut le cas non seulement de nombreux individus (dont certains parvinrent jusqu’à la fonction impériale), mais aussi de peuples entiers, acceptés dans l’Empire comme « foederati ». Toutefois, ces termes pouvaient aussi traduire la crainte ou le mépris qu’inspire l’étranger, l’envahisseur qui ne se présente pas en allié, en « foederatus » potentiel, mais en conquérant voulant imposer ses mœurs et son pouvoir dans l'« Imperium ».
Pour Thucydide, « barbare » possède aussi un sens technique : celui des valeurs locales opposées aux valeurs universelles recherchées par le civilisé, par exemple celles faisant primer l’intérêt d’un clan au détriment de l’intérêt commun, du « bien public ».

## Apparition du concept dans l’Antiquité
La première occurrence du concept se trouve dans le mot barbarophonoi dans le Catalogue des vaisseaux pour qualifier les Cariens, c'est la seule utilisation du mot sur toute l'œuvre d'Homère,. Le mot n'a alors pas de connotation péjorative et signifie seulement que la langue des Cariens n'est pas intelligible par les Achéens. Cette acception est encore connue de Strabon au premier siècle de notre ère.
Hérodote rapporte que « Les Égyptiens appellent barbares tous ceux qui ne parlent pas leur langue. [...] parmi les Thraces, les Scythes, les Perses, les Lydiens ; en un mot, parce que, chez la plupart des barbares, ceux qui apprennent les arts mécaniques, et même leurs enfants, sont regardés comme les derniers des citoyens. » Hérodote poursuit « Presque tous les noms des dieux sont venus d'Égypte en Grèce. Il est très certain qu'ils nous viennent des Barbares : je m'en suis convaincu par mes recherches. Je crois donc que nous les tenons principalement des Égyptiens. »
Les Gutis étaient dans la littérature mésopotamienne une figure exemplaire du « barbare ».
Claude Yvon, dans l’article « Barbare (philosophie) » de l’Encyclopédie de Diderot et d’Alembert, fait remarquer que « c’est le nom que les Grecs donnaient par mépris à toutes les nations qui ne parlaient pas leur langue, ou du moins qui ne la parlaient pas aussi bien qu’eux, pour marquer l’extrême opposition qui se trouvait entre eux et les autres nations qui ne s’étaient point dépouillées de la rudesse des premiers siècles ». Il s’agissait donc au départ d’un simple critère linguistique permettant de distinguer les individus dont le langage leur apparaissait comme un babil inintelligible (« ba ba ba »), une sorte d’onomatopée, comparable au bla-bla en français, évoquant le bredouillement.
Était donc « barbare » celui qui au lieu de parler grec, de posséder le logos, faisait du bruit avec sa bouche. Le terme ne désignait donc pas des peuples moins « civilisés » puisqu’il était utilisé pour les Perses et les Égyptiens, par exemple. En revanche, les peuples libyques (berbères), celtiques, germaniques, scythes, slaves ou encore asiatiques étaient considérés comme des barbares peu, voire pas du tout, civilisés.
Selon James C. Scott, les peuples barbares auraient été susceptibles de domestication, alors que les « sauvages » étaient plutôt à tuer ou asservir : d'un côté un allié potentiel (cuit), de l'autre un ennemi (cru). Les appellations les plus courantes sont peuples des montagnes, des forêts, des steppes, des marais, sans État, plus ou moins nomades, en périphérie, pas encore assimilés par un État central, ou l'ayant déserté.
Par extension, cette différence linguistique donnera une vision négative, distante, de l’autre, l’étranger non par la géographie, mais par la culture. Celle-ci se retrouvera dans la définition transmise par les Grecs au monde romain. Après la conquête de la Grèce, les Romains adoptèrent le terme grec et l’utilisèrent pour désigner les peuples qui entouraient leur propre monde. Était donc qualifié de barbare à Rome celui qui n’appartenait pas à la sphère culturelle gréco-romaine, quel que fût son niveau de civilisation. Ainsi, les Romains considéraient, par exemple, les Huns comme des « animaux à deux pieds », selon la description qu’en fit l’historien Ammien Marcellin, qui décrit leur arrivée en Europe, comme une « tornade dégringolant des montagnes ».
Soucieux de préserver la Gaule qu’il venait de conquérir du péril que représentaient les peuples germaniques (qu’il était parvenu à repousser au-delà du Rhin) et de sauver de la barbarie une province en voie de romanisation, César, dans une digression célèbre de la Guerre des Gaules brosse un portrait fort peu amène de ces envahisseurs qu’il juge incapables même de désirer la « civilisation » : impudeur physique, alimentation fruste, religion sommaire, culte de la violence et de la destruction, sont les principaux traits qu’il prête à ces populations qu’il espère maintenir à l’extérieur de l’aire romaine.
Les Romains (soumis de bonne heure à des raids sur leurs frontières) percevaient les barbares comme une menace. Après une première alerte à l’approche du IVe siècle av. J.-C. (Gaulois en Italie et en Grèce), une deuxième alerte sérieuse a lieu à l’approche du Ier siècle av. J.-C. (Cimbres, Teutons). À partir du IIIe siècle (242, 253, 276, lorsque les Francs et les Alamans dévastent la Gaule, l’Espagne et l’Italie du Nord), les Romains seront soumis cinq siècles durant à cette pression barbare, qui emportera finalement la partie occidentale de l’empire qu’ils avaient constitué et une partie de leur civilisation, malgré l’ardeur de certains généraux comme Stilicon (d’origine germanique). Dans la partie orientale de leur Empire, de culture grecque et qui résiste mille ans de plus, les menaces « barbares » viennent des Avars, des Slaves, des Perses et des Arabes, mais en fin de compte, même si l’Empire d’Orient (que nous appelons « byzantin ») finit par sombrer à son tour 977 ans après celui d’Occident, il aura, bien avant la chute de Constantinople, transmis sa civilisation et ses savoirs aux Slaves, aux Turcs, aux Arabes, et aux milieux instruits de la péninsule italienne. Ces divers intermédiaires, à leur tour, la transmettront au reste de l’Occident, reprenant un travail interrompu par la mort de Boèce.

## Historiographie du haut Moyen Âge
Après coup, on utilise le terme d’invasions barbares pour qualifier les mouvements de population qui se produisent à partir du IVe siècle jusqu’au Ve siècle à travers l’Empire romain d'Occident finissant. Ces migrations de peuples germaniques ayant envahi l’empire à partir de 406 sont considérées comme un déferlement de la barbarie destructrice sur la civilisation. Par extension, l’âge des Vikings et ses raids soudains et meurtriers perpétue la frayeur qu’inspirèrent auparavant les Huns, les Goths et autres Vandales, alors qu’à l’Est les Slaves investissent les Balkans tandis que des peuples passés par les steppes de l’Asie créent de nouveaux États (Empire khazar, Bulgarie, Hongrie, Empire mongol) dont les armées s’avancent parfois jusqu’aux murs de Constantinople.
Toutefois, les peuples en question ne se perçoivent pas toujours comme des « envahisseurs » ou comme des destructeurs de la civilisation romaine, mais comme des « successeurs » et des continuateurs de cette civilisation : de Charlemagne aux Tsars bulgares ou russes en passant par Étienne Douchan « Empereur des Serbes et des Romains », leurs dirigeants, comme leur aristocratie et, en fin de compte, leur population, n’ont de cesse de « devenir Romains », au point qu’en 1184 l'Empire germanique prend le nom de Saint-Empire romain et qu’en 1589, Moscou prend le titre de « Troisième Rome » (le deuxième étant Constantinople). L'étymologie des termes Kaiser et tsar provient d'ailleurs de Caesar.
Le schisme de 1054 met l’église de Rome sous la protection des rois germaniques mais l’isole par rapport aux quatre autres patriarcats, et, dès lors, cette église va construire sa légitimité en transformant la définition du « barbare » en celui qui n'est pas catholique. Si les peuples « barbares » adoptent le catholicisme, ils se voient intégrés à la civilisation occidentale ; dans le cas contraire, ils restent des ennemis à combattre, peuvent être réduits en esclavage (le terme d’« esclave » désignait à l’origine les Slaves) et ce, d’autant plus aisément qu’avec le dogme spécifiquement catholique du « filioque », une âme non-chrétienne est de toute manière perdue.
Dans l’empire bâti par Charlemagne, un autre terme de sens semblable à « barbare » apparut avec le « Sarrasin ».
On emploie à cette époque une variante du terme pour désigner les pirates méditerranéens issus de pays à majorité musulmane : les « Barbaresques ».

## Époque moderne
L’avance technique et conceptuelle de l’Europe au sortir du Moyen Âge amène ses habitants à développer un sentiment de condescendance à l’égard des autres peuples qu’ils découvrent, à la suite de leurs lointaines expéditions. Cette distinction est parfois marquée par une nuance d’orientalisme vis-à-vis de ces peuples inconnus, dont les civilisations ne sont pas reconnues comme la civilisation : le clivage du civilisé (forcément Européen) et du barbare (l’autre) justifie celui entre le colonisateur et le colonisé, et le mépris n’est pas moindre envers de grandes et anciennes cultures aux monuments et aux écritures millénaires, comme l’Inde ou la Chine, qu’envers celles de tradition orale (dont certaines donnent naissance au mythe du « bon sauvage » joyeux et naïf). L’idéologie du colonialisme s’est développée sur ce concept de l’apport de la civilisation (européenne) à des peuples considérés comme « inférieurs ». Comme l’écrivait Michel de Montaigne dans ses Essais, à l’époque « barbare » des guerres de religion de la fin du XVIe siècle en France : « Chacun appelle barbarie ce qui n’est pas de son usage ». Pour autant, Montaigne ne récusait pas le concept de barbarie.
Sous l’Ancien Régime français, le terme « Barbarie » (au sens de côte des Barbaresques) servait à qualifier le Maghreb, terme qui a donné la variante Berbérie et le terme berbère désignant le Maghrébin autochtone. Selon l’Encyclopédie de Diderot et d’Alembert, la Barbarie était une « grande contrée d’Afrique, enfermée entre l’Océan Atlantique, la mer Méditerranée, l’Égypte, la Nigritie et la Guinée ».

## Acceptions contemporaines

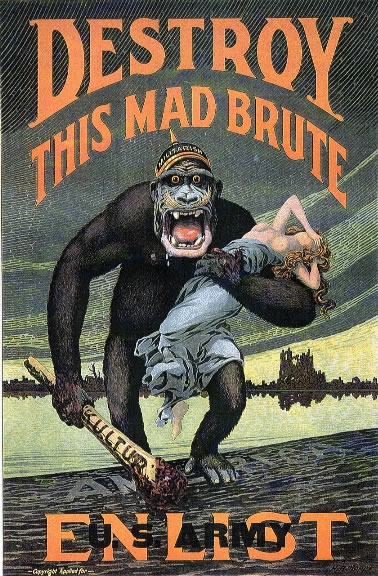
Poster de propagande pour la conscription dans le contingent américain, Première Guerre mondiale. Les Alliés exploitent l’image de « barbarie » en instillant l’idée de germanophobie dans le conflit en cours.

Au XVIe siècle, des humanistes italiens redécouvrent l’antiquité en matière d’art et de politique. Ils pensent alors que les barbares ont ravagé les merveilles de l’Empire romain et que le patrimoine antique doit être réhabilité. Le point de vue des italiens l’a emporté, et ce terme de « barbarie » désigne un individu ou un groupe social considéré comme cruel, « inhumain », non éduqué, violent, de mœurs rustres : le terme de barbarisme en linguistique, en témoigne.
Dans le contexte de l’esprit de revanche qui se manifestait en Europe dans la première moitié du XXe siècle, renvoyer les descendants des peuples germaniques du haut Moyen Âge à un état de barbarie fut une attitude pratique et simplificatrice de la propagande et de l’historiographie française, également reprise par les Alliés pendant la Seconde Guerre mondiale, pour se positionner par opposition en défenseur de la civilisation. Cette vision est corroborée par la découverte des camps, le nazisme rejaillissant sur une mort des concepts hégeliens par lesquels l’idéalisme allemand avait jusqu'alors gouverné l’Histoire des idées. Les dégâts sont nombreux, les chantiers aussi : l’après-guerre s’ouvre alors sur une remise en cause de l’Historiographie, mettant fin à la simplification selon laquelle l’Histoire évoluerait soit dans un sens positif et éclairé, soit dans un sens négatif, sombre, en attribuant la cause à des barbares désignés comme autant de boucs émissaires.
Dans les univers médiévaux-fantastiques ou d’heroic fantasy, les barbares sont des personnes souvent en pagnes douées d’une grande force, d’une grande musculature (cf. Conan le Barbare), pas forcément très intelligentes mais souvent d'un courage surhumain.

## Civilisations «barbares»
Cette assertion montre comment l’épithète idéologique mène à des oxymores lorsqu’il est employé. Le régime d’écriture par les chroniques ou histoires ecclésiastiques a amené à amalgamer les Huns, les Germains et les Sarrasins (Maures) dans ce terme, empreint de négativité, d’« invasions barbares ».
Ce terme englobe donc tout ce qui a pu causer du tort à l’Occident en général, en particulier à l’Occident chrétien. Cette notion existe aussi en Extrême-Orient ; ainsi Henri Michaux s'y est senti comme « un barbare en Asie ».
Les cartes produites en Europe jusqu’au XVIe siècle ont désigné le Maghreb sous le vocable de Barbarie (Côte des Barbaresques), auquel sont pourtant associés des adjectifs différents : barbaresque et barbe, qui désigne la race de cheval qui en est originaire. Le nom du peuple berbères a la même origine, ce qui n’implique pas qu’il ait été continuellement perçu comme « barbare » par les Européens.
Historiquement, le terme « civilisation barbare » a particulièrement désigné :
- - La Germains & les Scandinaves ;
  - les Perses ;
  - les Celtes ;
  - les Scythes ;
  - les Goths ;
  - les Vandales ;
  - les Huns ;
  - les Wisigoths ;
  - les Ostrogoths ;
  - les Avars ;
  - les Lombards ;
  - les Francs ;
  - les Suèves ;
  - les Slaves ;
  - les Mongols ;
  - les Tatars ;
  - les Libyens (Berbères) ;

- à l’époque où ils commencent à commercer avec les Japonais, aux XVIe et XVIIe siècles, les Européens sont considérés par ceux-ci comme des « Barbares du Sud » (「南蛮」, « Nanban »?) [16].

## Divers
Le terme « Barbarie » désigne une région étrangère et inconnue, évoquée dans des noms tels que canard de Barbarie et figuier de Barbarie, espèces originaires d’Amérique, qui étaient donc inconnues en Europe avant la découverte de l’Amérique.

#### Antonyme
- Civilisé (Le mot n'étant employable que référé à une civilisation qui l’emploie pour désigner l’autre, cet article est par conséquent catégorisé dans civilisation en tant que terme opposé.)

#### Sociologie
- État de barbarie.